# Centralne Biuro Komunistów Polski
Centralne Biuro Komunistów Polski w ZSRR – ośrodek komunistów polskich w ZSRR, powołany przez Sekretariat KC WKP(b) w celu przejęcia władzy w Polsce, działający pomiędzy styczniem a sierpniem 1944. Struktura tajna, afiliowana przy Komitecie Centralnym Wszechzwiązkowej Komunistycznej Partii (bolszewików) (WKP(b)). Uznało się ono za „zagraniczną organizację Polskiej Partii Robotniczej na terytorium ZSRR” i kierowało działalnością komunistów polskich w Związku Patriotów Polskich oraz w Polskich Siłach Zbrojnych w ZSRR.

## Powstanie
Centralne Biuro Komunistów Polski powstało na przełomie stycznia i lutego 1944 na mocy decyzji Sekretariatu Komitetu Centralnego Wszechzwiązkowej Komunistycznej Partii (bolszewików) w celu przejęcia władzy w Polsce.
Za datę powołania uważa się 10 stycznia 1944, kiedy to wydano dokument programowy Biura. Organizatorzy CBKP przyznali sobie sami funkcję nadrzędną nad PPR. CBKP było strukturą tajną, a jego skład personalny był utajniony nawet wobec  poinformowanych o samym fakcie jego istnienia. O jego istnieniu władze PPR dowiedziały się w początkach sierpnia 1944 w Lublinie, zaś sekretarz generalny PPR Władysław Gomułka 18 lipca 1944 w Warszawie, z pierwszej depeszy otrzymanej przez PPR od CBKP poprzedniego dnia.

## Kierownictwo CBKP
- Aleksander Zawadzki – sekretarz, później określany jako przewodniczący[6]
- Stanisław Radkiewicz – zastępca sekretarza[6]
- Karol Świerczewski – członek
- Jakub Berman – członek
- Wanda Wasilewska – członek
- Hilary Minc – pełnomocnik
- Stefan Wierbłowski – pełnomocnik
- Marian Spychalski – członek (dokooptowany)[3]

## Podział funkcji kierownictwa
Pracami Biura faktycznie kierował Berman. Ta siódemka była aprobowana przez Kreml i posiadała znaczny wpływ na komunistów, jak i na wojska Berlinga w ZSRR i w kraju. Zawadzki jako przewodniczący miał był łącznikiem z KC partii bolszewickiej i rządem ZSRR. Wspólnie ze Świerczewskim miał czuwać nad aparatem politycznym wojska i zajmować się sprawami rozbudowy Korpusu.
Wasilewska była odpowiedzialna za działalność Związku Patriotów Polskich. Sprawy krajowe należały do Bermana, który z Radkiewiczem kierował sprawami Biura. Minc opracowywał projekt przyszłej polityki, społeczno-gospodarczej w Polsce. Sprawy propagandy podlegały Wierbłowskiemu.

## Działalność
CBKP wobec zaniechania koncepcji PKN postanowiło upolityczniać stopniowo Zarząd Główny Związku Patriotów i całej organizacji. Wpływało również na sprawy krajowe i posunięcia PPR i podległej jej Krajowej Rady Narodowej. Centralne Biuro miało wewnętrzne obawy, czy PPR nie ulega 'sekciarskim błędom'. Zalecało Gomułce złagodzenie zbyt ostrych sformułowań w sprawie nacjonalizacji przemysłu. Biuro obawiało się, że rozbudowa terenowych rad narodowych będzie przyjęta przez Polaków jako próba sowietyzacji.
Biuro kierowało obsadą stanowisk w ZPP, I Korpusie Armii Polskiej w ZSRR, następnie Armii Polskiej w ZSRR. Prowadziło poszukiwania i ewidencję komunistów polskich w ZSRR, powołało Polski Sztab Partyzancki, współdecydowało o składzie Polskiego Komitetu Wyzwolenia Narodowego i treści manifestu. Uznawało program PPR i KRN za zbyt radykalny. W sierpniu 1944 członkowie Biura stworzyli większość w utworzonym wówczas, również tajnym, Biurze Politycznym PPR. Do BP PPR weszli wówczas: Władysław Gomułka, Bolesław Bierut, Jakub Berman, Hilary Minc i Aleksander Zawadzki (trzej ostatni ze składu CBKP). W sierpniu 1944 na miejsce CBKP powołano przedstawicielstwo KC PPR w Moskwie, które funkcjonowało do 1948. W 1948 grupa wywodząca się z CBKP usunęła ze stanowiska sekretarza generalnego PPR Władysława Gomułkę, faktycznie przejmując władzę w partii.